# Mamurra

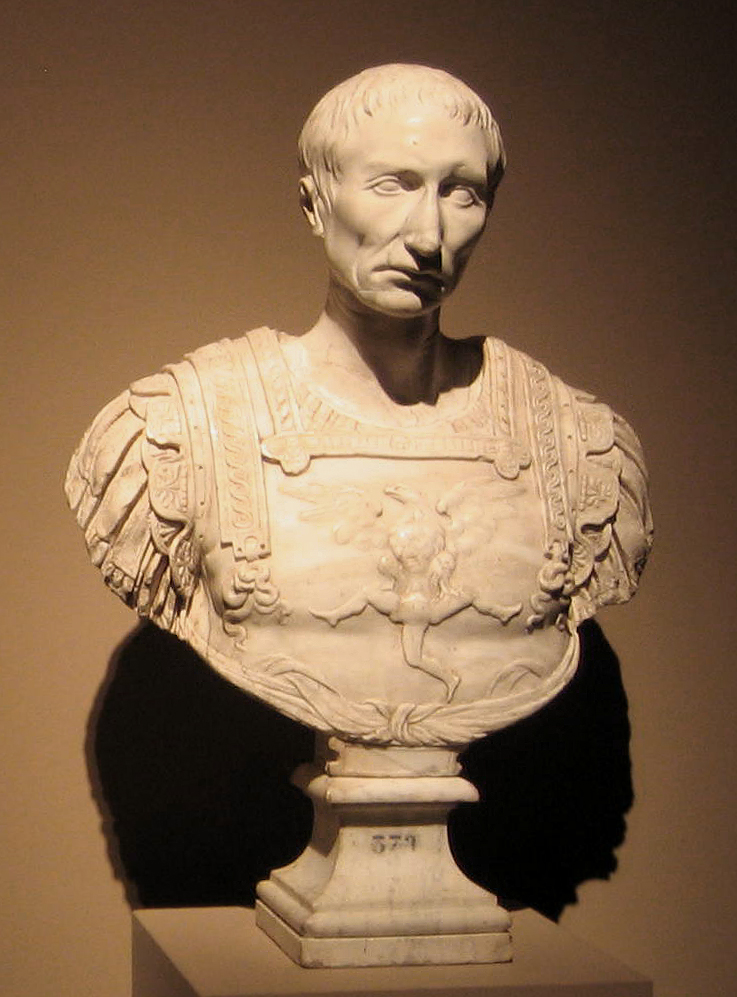
Júlio César
Busto no Museu do Prado

Mamurra (fl. século I a.C.) foi um oficial militar romano do fim da República Romana que teria servido sob o general e político Júlio César. 

## Biografia
Mamurra foi um equestre nascido em Fórmias, na Itália. Sua família era proeminente na região, como relatado satiricamente pelo poeta Horácio que chama Fórmias de "a cidade dos Mamurras". Mamurra aparece pela primeira vez nos anos 50 a.C., quando serviu como prefeito dos engenheiros (em latim: praefectus fabrum) no exército de Júlio César na Gália. Um poeta de Cátulo também refere-se a seu serviço na Britânia, bem como no Ponto e Hispânia, sugerindo que serviu durante a guerra civil entre César e Pompeu. Entre os feitos de engenharia realizados pelo exército cesarino durante o período, dos quais Mamurra provavelmente esteve envolvido, estão a rápida construção de uma ponte sobre o rio Reno em 55 a.C., a projeção e construção de um novo tipo de navio para a segunda expedição à Britânia em 54 a.C. e a circunvalação dupla de Alésia em 52 a.C..
O serviço militar de Mamurra, e seu patrocínio por César, fez-o extremamente rico. Segundo Cornélio Nepos (citado por Plínio, o Velho) ele foi o primeiro romano que teria sua casa inteira, que estava no Célio, revestida de mármore, e o primeiro a usar sólidas colunas de mármore. Em um de seus poemas endereçado a César, Cátulo atacou Mamurra, junto com o ditador, com as mais severas invectivas: o autor cita que Mamurra possuía um estilo de vida desregrado e escandaloso e como era mulherengo, inclusive apelidando-o mêntula (termo vulgar para pênis) e alegando que ele mantinha uma relação homossexual com César. Isto foi considerado uma "mancha duradoura" no caráter de César, mas Cátulo desculpou-se mais adiante, e foi imediatamente convidado para jantar com ele.
Apesar disso, Cátulo voltaria a atacá-los: em outro poema o autor diria que Mamurra e César viviam nos mais vergonhosos termos, enquanto num terceiro ele faz menção, em termos pouco lisonjeiros, a Ameiana, a amante do "falido de Fórmias" (em latim: decoctor Formianus), geralmente considerado como Mamurra. Uma carta de Cícero de 45 a.C. refere-se a César dando qualquer reação visível quando ouviu as notícias de Mamurra, o que poderia ser interpretado como sua morte. Apesar disso, William Smith considera que ela poderia estar vivo no período de Horácio, devido a menção dele à família de Mamurra.